# 大野町立中小学校
大野町立中小学校（おおのちょうりつ なかしょうがっこう）は、岐阜県揖斐郡大野町にある公立小学校。

## 通学区域
- 通学区域は公郷、領家、大衣斐、小衣斐であり、公立中学校の進学先は大野町立揖東中学校である[1]。

## 沿革
- 1873年（明治6年） - 宝来村の仏照寺境内に修身義校が開校。
- 1874年（明治7年） - 宝来村の光照寺境内に移転。
- 1875年（明治8年） - 宝来村内に移転。修身小学校に改称。
- 1877年（明治10年） - 杉野村の杉野分校[2]を統合。
- 1886年（明治19年） - 公郷簡易小学校・公郷尋常小学校に改称。
- 1897年（明治30年） - 公郷村、大衣斐村、小衣斐村、領家村が合併し、鶯村発足。同時に鶯尋常小学校に改称。
- 1898年（明治31年） - 現在地に移転。
- 1920年（大正9年） - 鶯尋常高等小学校に改称。
- 1941年（昭和16年） - 鶯国民学校に改称。
- 1947年（昭和22年） - 鶯村立鶯小学校に改称。組合立揖東中学校[3]の分校を設置[4]。
- 1956年（昭和31年） - 鶯村が大野町に編入。大野町立中小学校に改称。
- 1959年（昭和34年） - 西校舎を新築。
- 1974年（昭和59年） - 校舎を新築。
- 1991年（平成3年） - 北校舎、屋内運動場を新築。

## 義務教育学校への再編計画
- 町内の全小中学校（小学校6校・中学校2校）を統合し、1つの義務教育学校とする計画である。校舎は新設し、2031年の開校の計画である[5]。